# Benny Lévy
Benny Lévy, född 28 augusti 1945 i Kairo, död 15 oktober 2003 i Jerusalem, är en fransk filosof, författare och politisk aktivist. Han var nära medarbetare till Jean-Paul Sartre och medgrundare av dagstidningen Libération.